# ヴァジーム・プルジャーノフ
ヴァジーム・イゴレヴィチ・プルジャーノフ（ロシア語読み。ウクライナ語ではヴァディーム・プルジャーノウ。Вадим Игоревич Пружанов、Vadim Igorevich Pruzhanov、1982年6月18日 - ）はウクライナ出身のキーボーディスト。

## 経歴
ソビエト連邦内ウクライナで、ロシア系の両親の間に生まれる。幼少期にイギリスのロンドンに一家で移住した。8歳でピアノを始め、その後音楽学校に通った。12歳にロックと出会い、ヤマハPSS-51を手に入れ、作曲を始める。ドラゴンフォースでは作曲もしている。キーボード以外では、アイバニーズギターを所持しており、有能なギタリストでもある。
イングヴェイ・マルムスティーン、スティーヴ・ヴァイ、ジューダス・プリースト、シンフォニー・エックス、ドリーム・シアターの影響を受けている。
彼は、非常に速いキーボード演奏で知られている。ショルダーキーボードを用い、舌や頭部などを使ったパフォーマンスを見せることもある。キーボード演奏において、ストリングスやコーラスなどの'「よくある音」を好まず、独自のサウンドを作り上げるなど音作りにこだわっている。
日本ではヴァディム、プルツハノフ、プルツァノフなどの表記も見られる。
2019年6月10日、2018年5月にドラゴンフォースを脱退したことを公表した。

## 関連バンド
- ドラゴンフォース

## 関連人物
- サム・トットマン
- ハーマン・リ
- ZPサート